# Dyrzela castanea
Dyrzela castanea är en fjärilsart som beskrevs av W. Warren 1913. Dyrzela castanea ingår i släktet Dyrzela och familjen nattflyn. Inga underarter finns listade i Catalogue of Life.